# Mario Kart: Koopa's Challenge
Mario Kart: Koopa's Challenge is een interactieve darkride in de attractieparken Universal Studios Japan en Universal Studios Hollywood. De attractie opende 4 februari 2021 in het themagebied Super Nintendo World in het Japanse park. En op 17 februari 2023 in het Amerikaanse park.

## Rit

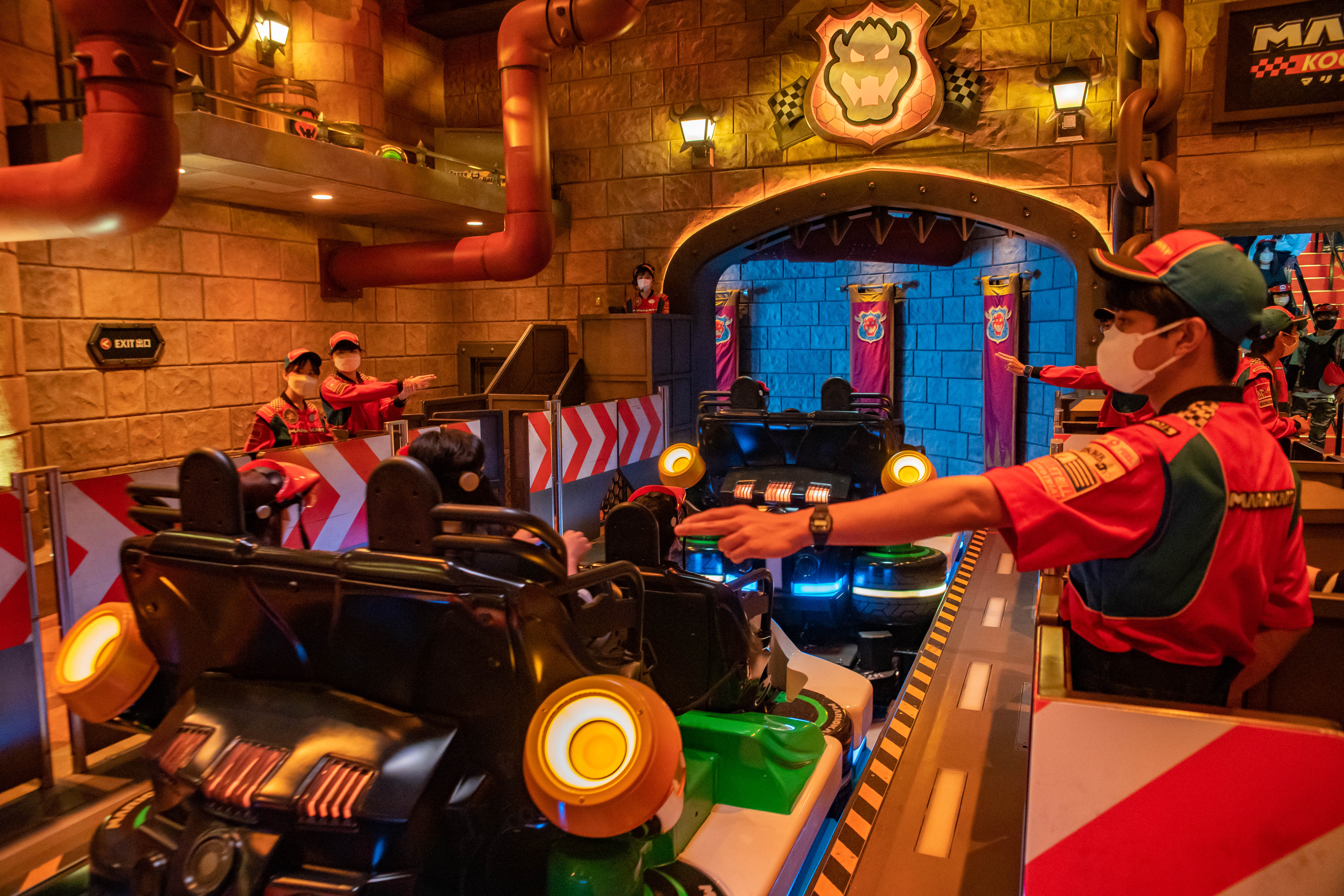
Station

Bezoekers betreden de wachtrij via het kasteel van Bowser. Men komt uit in een hal van waaruit via een brede trap uitkomt bij een standbeeld van Bowser. Hierna lopen bezoekers via een gangenstelsel langs diverse bekers. Op een van de bekers is het logo van Universal te zien. Hierna volgen diverse ruimtes. In een van de ruimtes is een bestelauto te zien van MKTV. In een daaropvolgende ruimte zijn diverse objecten te zien die verwijzen naar de spellen van Mario Kart. Ook zijn er boekenkasten te vinden, waarin boeken staan met titels die ook weer verwijzen naar Mario Kart. Vlak voordat bezoekers het station betreden krijgen ze twee voorshows te zien. Hierin wordt uitgelegd hoe de darkride werkt zoals het knoppenpaneel en de augmented reality bril. Dit wordt gepresenteerd door een figuur op en wolk met een filmcamera.
Tijdens de rit nemen bezoekers plaats in een voertuig dat gedecoreerd is als een racewagen uit het spel Mario Kart. Bezoekers dragen een augmented reality bril en hebben ieder een stuur met knoppenpaneel tot hun beschikking. Uit het station vertrekken tegelijk twee voertuigen: team Bowser en team Mario. De rit wordt met een 'lage' snelheid afgelegd. Echter door de effecten die bezoekers zien via hun bril wordt het idee gewekt dat er op hoge snelheden gereden wordt. Langs en rond het parcours bevinden zich diverse (bewegende) objecten en schermen. De augmented reality bril vult de omgeving aan. Via de bril zien bezoekers dat er meer deelnemers aan de race meedoen zoals Toad en Wario. Via het knoppenpaneel op het stuur kunnen bezoekers op deze deelnemers met schilden schieten. Bezoekers verdienen hier individueel gouden munten mee. Echter kunnen de bezoekers zelf ook beschoten worden. Wanneer dit gebeurt, begint het voertuig te tollen en verliezen de bezoekers gouden munten. Ook tijdens de rit dienen bezoekers het voertuig te besturen. De richting wordt aangegeven via de augmented reality bril. De verkeerde richting opsturen zorgt voor aftrek van gouden munten. Aan het eind van de rit wordt de balans per bezoeker en het totaal per voertuig opgemaakt. Het voertuig met de meeste punten heeft gewonnen.
Tijdens de rit worden diverse scènes gepasseerd die verwijzen naar raceparcours uit de Mario Kart-spellen, zoals Rainbow Road (Regenboogbaan), Bowser's Castle (Bowsers Kasteel) en Boo's Mansion (Boo's Duizelhuis).